# Motor Lublin (piłka nożna) w sezonie 2024/2025
Sezon 2024/2025 był dla Motoru Lublin 10. sezonem w ekstraklasie. W trzydziestu czterech rozegranych spotkaniach, Motor zdobył 49 punktów i zajął 7. miejsce w tabeli, najwyższe w historii klubu.

## Przebieg sezonu

### Letni okres przygotowawczy
W przerwie letniej z klubu odeszli Piotr Kusiński, Michał Żebrakowski, Przemysław Szarek, Dawid Kasprzyk, Damian Sędzikowski oraz Kamil Wojtkowski. Powrót do treningów zaplanowano na 17 czerwca. Pierwszym piłkarzem, który dołączył do Motoru został słowacki obrońca Marek Bartoš (poprz. FK Železiarne Podbrezová). Z Benevento Calcio na rok wypożyczony został Krzysztof Kubica. 9 lipca dwuletni kontrakt z klubem podpisał chorwacki bramkarz Ivan Brkić (poprz. Neftçi PFK). Ponadto do zespołu dołączyli napastnik Kaan Caliskaner, który w sezonie 2023/2024 występował w barwach mistrza Polski – Jagiellonii Białystok oraz senegalski pomocnik Christopher Simon (poprz. Génération Foot).
| Data                           | Przeciwnik     | D/W | Miejsce | Wynik M:P | Strzelcy                | Źródło |  |
| ------------------------------ | -------------- | --- | ------- | --------- | ----------------------- | ------ |  |
|                                |                |     |         |           |                         |        |  |
| PRZEDSEZONOWE MECZE SPARINGOWE |                |     |         |           |                         |        |  |
|                                |                |     |         |           |                         |        |  |
| 22 czerwca 2024                | Korona Kielce  | W   | Kielce  | 1:1       | Ndiaye 38'              | [ 12 ] |  |
| 29 czerwca 2024                | Widzew Łódź    | W   | Łódź    | 2:1       | Śpiewak 92', Orlik 106' | [ 13 ] |  |
| 6 lipca 2024                   | Resovia        | D   | Lublin  | 1:0       | Ndiaye 23'              | [ 14 ] |  |
| 6 lipca 2024                   | Znicz Pruszków | D   | Lublin  | 0:3       |                         | [ 14 ] |  |
| 12 lipca 2024                  | Radomiak Radom | W   | Radom   | 1:1       | Wolski 17'              | [ 15 ] |  |

### Runda jesienna

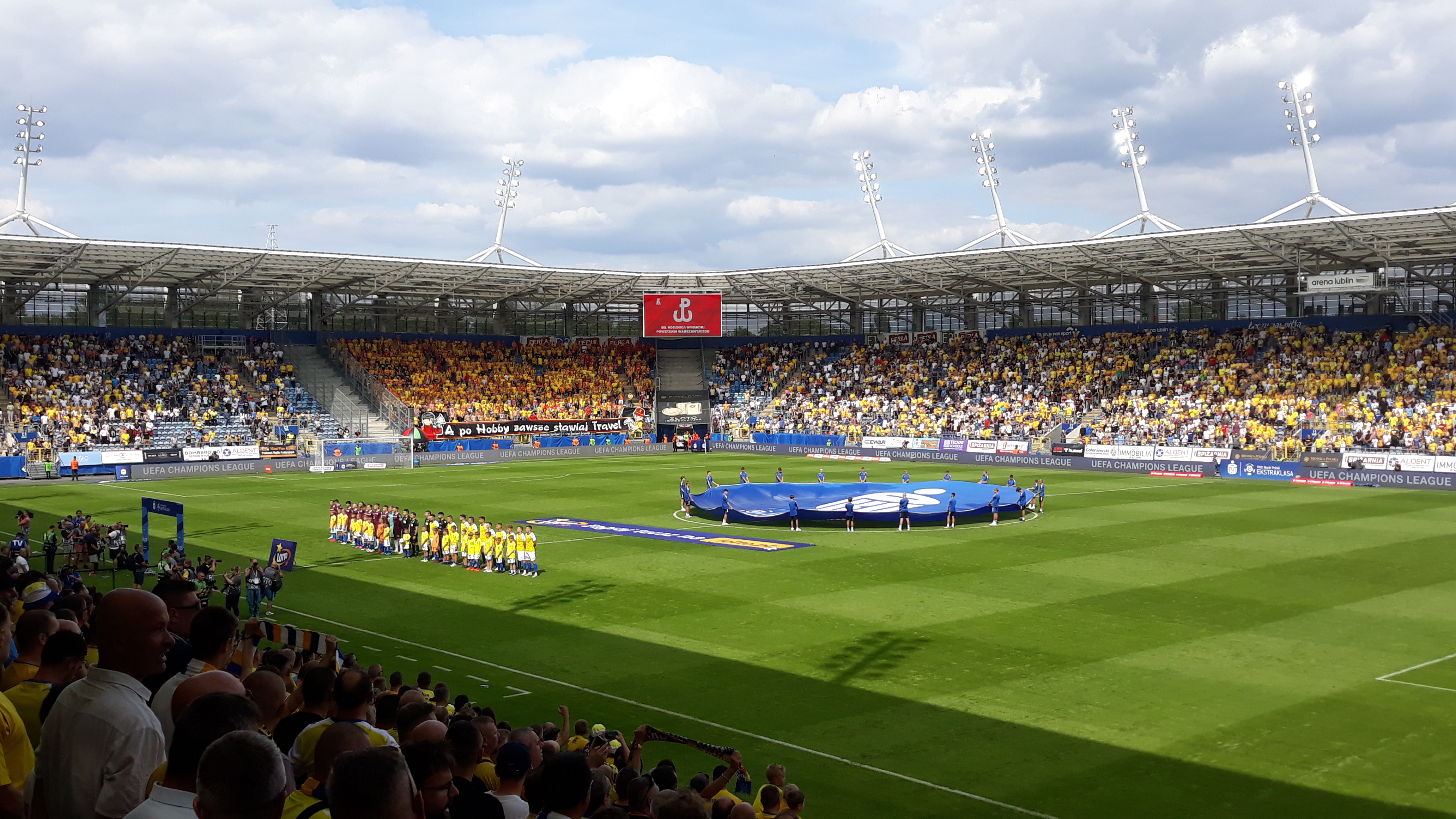
Przed rozpoczęciem meczu Motor – Korona Kielce

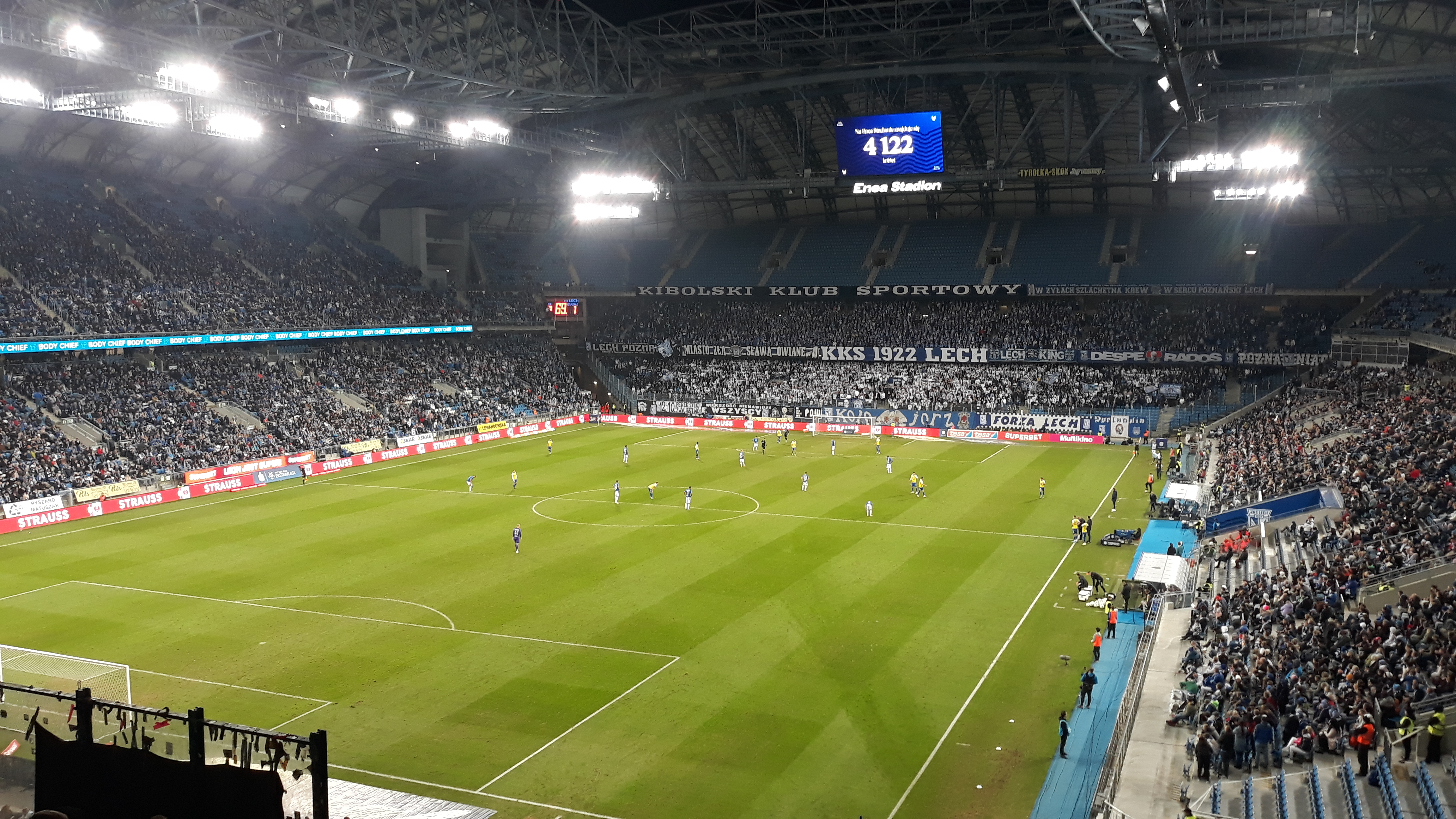
Lech Poznań – Motor

W pierwszym po 32 latach meczu na najwyższym poziomie rozgrywkowym Motor mierzył się z Rakowem Częstochowa. W 17. minucie lubelski zespół mógł objąć prowadzenie, jednak Michał Król po otrzymaniu podania od Piotra Ceglarza uderzył z bliskiej odległości wprost w bramkarza Rakowa Kacpra Trelowskiego. W 32. minucie goście objęli prowadzenie po bramce Ante Crnaca, a w 88. minucie ten sam zawodnik zanotował asystę przy golu Dawida Drachala. W drugiej kolejce doszło do pojedynku dwóch beniaminków. W Gdańsku na stadionie Lechii Motor odniósł pierwsze w sezonie 2024/2025 zwycięstwo, przerywając tym samym serię gospodarzy, 16 meczów bez porażki na własnym obiekcie. Bramki dla Motoru zdobyli Samuel Mráz oraz Piotr Ceglarz. 1 sierpnia do drużyny dołączył hiszpański pomocnik Sergi Samper.
W trzeciej kolejce Motor podejmował Koronę Kielce, która przystąpiła do tego spotkania z zerowym dorobkiem punktowym. Przed tym spotkaniem z funkcji trenera Korony zrezygnował Kamil Kuzera, a zespół poprowadził jego dotychczasowy asystent Mariusz Arczewski. Wynik meczu otworzyli tuż przed przerwą goście za sprawą Adriána Dalmau, a bramkę wyrównującą zdobył Piotr Ceglarz z rzutu karnego w 83. minucie. W drugiej połowie prowadzący to spotkanie arbiter nie uznał dwóch bramek dla Motoru z powodu faulu na bramkarzu i pozycji spalonej. Kolejne dwa mecze Motoru, GKS-em Katowice i Puszczą Niepołomice, zakończyły się bezbramkowym remisem. W Katowicach w końcowych fragmentach pierwszej połowy do bramki GKS-u strzałem z około szesnastu metrów trafił Mbaye Jacques Ndiaye, jednak po kilkuminutowej interwencji VAR, sędziowie zdecydowali, iż Senegalczyk po otrzymaniu podania znajdował się na pozycji spalonej. 
W siódmej kolejce Motor rozegrał wyjazdowy mecz z Legią Warszawa. W 9. minucie prowadzenie lubelskiej drużynie dał Sebastian Rudol strzałem głową po dośrodkowaniu z rzutu rożnego Bartosza Wolskiego. W 24. minucie wynik mógł podwyższyć Samuel Mráz, jednak piłka po jego strzale odbiła się od słupka. Ostatecznie zwyciężył stołeczny zespół 5:2. Tydzień później ze względu na przerwę reprezentacyjną i pauzę w rozgrywkach ligowych Motor rozegrał sparing z beniaminkiem I ligi Pogonią Siedlce, którą pokonał 2:0, a do siatki trafiali Mbaye Jacques Ndiaye i Kaan Caliskaner. W piątek, 13 września, na Arenie Lublin doszło do pojedynku Motoru z Górnikiem Zabrze. Motor odniósł pierwsze od 32 lat zwycięstwo na własnym stadionie na najwyższym poziomie rozgrywkowym, a jedyną bramkę w tym spotkaniu zdobył Christopher Simon w 49. minucie po podaniu Filipa Wójcika. 
Po dwóch porażkach z rzędu (ze Stalą Mielec i Jagiellonią Białystok), w ramach dziesiątej kolejki Motor podejmował drużynę Śląska Wrocław. Wynik meczu otworzyli goście, dzięki trafieniu Jakuba Świerczoka w 44. minucie. Wyrównał Christopher Simon w 83. minucie, a zwycięską bramkę dla Motoru zdobył Marek Bartoš strzałem z rzutu wolnego z 25 metrów w doliczonym czasie gry. Na kolejny wyjazd zespół Motoru udał się do Poznania, gdzie miał rozegrać mecz z liderem Lechem Poznań, który od początku sezonu na własnym stadionie wygrał wszystkie domowe spotkania. W 24. minucie w wyniku nieporozumienia w lubelskiej defensywie piłkę przejął Afonso Sousa i z jego podania Mikael Ishak zdobył bramkę dla gospodarzy. Kilkadziesiąt sekund później Motor doprowadził do wyrównania, za sprawą Samuela Mráza, po dograniu Bartosza Wolskiego. Niebawem Ishak trafił do bramki Motoru po raz drugi, jednak po analizie VAR uznano, że napastnik Lecha był na pozycji spalonej. W 54. minucie Mráz zdobył drugą bramkę dla lubelskiego zespołu i pomimo prób zdobycia drugiego gola przez gospodarzy, wynik nie uległ zmianie. Przed meczem w Poznaniu podczas treningu kontuzji doznał bramkarz Ivan Brkić, w wyniku czego debiut w ekstraklasie zaliczył Kacper Rosa.
W domowym meczu z Widzewem Łódź Motor otworzył wynik już w 22.sekundzie. Po rozpoczęciu akcji przez Christophera Simona, Michał Król z prawej strony podał do Piotra Ceglarza, a ten piętą skierował piłkę do bramki. W 14. minucie Motor wynik podwyższył Sebastian Rudol, ale jeszcze w pierwszej połowie Widzew zdobył trzy bramki. W 56. minucie goście wyszli na dwubramkowe prowadzenie, a Motor w końcówce spotkania odpowiedział tylko jednym trafieniem. W następnej kolejce lubelski zespół doznał drugiej porażki z rzędu, ulegając w Krakowie tamtejszej Cracovii 2:6, mimo dwukrotnego prowadzenia (1:0 i 2:1). 2 listopada do Lublina przyjechał zespół Pogoni Szczecin, który w sześciu dotychczasowych meczach wyjazdowych zdobył tylko jeden punkt. Wynik meczu otworzył Michał Król w 8. minucie, a w 28. minucie bramkę na 2:0 dla Motoru zdobył Samuel Mráz. W 37. minucie kontaktowego gola dla Pogoni strzelił Kamil Grosicki, jednak już w następnej akcji po raz drugi do siatki rywali trafił Michał Król. Pogoń złapała ponowny kontakt w 63. minucie, po tym jak z rzutu wolnego bramkę zdobył Wahan Biczachczian. W końcowym fragmencie gry goście próbowali doprowadzić do wyrównania, jednak wynik meczu ustalił rezerwowy Mbaye Jacques Ndiaye z prostopadłego podania Mathieu Scaleta dwie minuty po wejściu na boisko.
W pierwszym meczu piętnastej kolejki Motor mierzył się na wyjeździe z Piastem Gliwice. W 7. minucie bramkę dla lubelskiego zespołu zdobył Samuel Mráz z prostopadłego podania Bartosza Wolskiego. Był to piąty gol Motoru w ostatnich czterech meczach zdobyty w pierwszych dziesięciu minutach spotkania. W 24. minucie Christopher Simon mógł podwyższyć prowadzenie jednak piłka po jego strzale odbiła się od słupka. W 37. minucie Piast wyrównał za sprawą Miłosza Szczepańskiego, jednak już w kolejnej akcji Mráz z dośrodkowania Piotra Ceglarza trafił do siatki po raz drugi. W 70. minucie po uderzeniu głową Fabian Piasecki doprowadził do remisu, a niedługo po tym Jakub Czerwiński mógł dać prowadzenie gospodarzom, jednak jego strzał wybronił Kacper Rosa. W 75. minucie wynik spotkania ustalił Samuel Mráz. Kompletując tym samym hat-tricka został drugim piłkarzem w historii Motoru, który dokonał tego osiągnięcia na poziomie ekstraklasy. Pierwszym był Mirosław Banaszek w 1992 roku. Tydzień później, w przerwie na kadrę, Motor rozegrał sparing z liderem I ligi – Bruk-Bet Termalicą Nieciecza (1:0). W dwóch kolejnych ligowych meczach Motor odniósł dwa zwycięstwa – z Zagłębiem Lubin i Radomiakiem Radom. Rok zakończył przedłużonym o szesnaście minut meczem w Częstochowie, remisując z tamtejszym Rakowem 2:2. Dzięki wynikom uzyskanym przez lubelski zespół w ostatnich spotkaniach, Mateusz Stolarski zdobył tytuł Trenera Miesiąca PKO Bank Polski Ekstraklasy, zaś Samuel Mráz został wybrany Piłkarzem Listopada 2024 w ekstraklasie.

### Zimowy okres przygotowawczy
6 stycznia zespół wznowił przygotowania do rundy rewanżowej, a 11 stycznia udał się na dwutygodniowy obóz do Belek w Turcji. W przerwie zimowej do drużyny dołączyli obrońca Bright Ede (poprz. Zagłębie Lubin),  bramkarz Gašper Tratnik (poprz. ND Primorje), pomocnik Franciszek Lewandowski (poprz. Champion Warszawa), obrońca Hervé Matthys (poprz. K Beerschot VA) oraz pomocnik Jakub Łabojko (poprz. Ternana Calcio). Na zasadzie wypożyczenia z opcją wykupu z Hapoelu Beer Szewa do Motoru przyszedł pomocnik Antonio Sefer. Z klubu odeszli Kacper Śpiewak, Krzysztof Kubica, Rafał Król i Sebastian Rudol, a do Znicza Pruszków wypożyczony został Patryk Romanowski. 
| Data                                | Przeciwnik    | D/W | Miejsce | Wynik M:P | Strzelcy                   | Źródło |  |
| ----------------------------------- | ------------- | --- | ------- | --------- | -------------------------- | ------ |  |
|                                     |               |     |         |           |                            |        |  |
| MECZE SPARINGOWE W PRZERWIE ZIMOWEJ |               |     |         |           |                            |        |  |
|                                     |               |     |         |           |                            |        |  |
| 10 stycznia 2025                    | Wisła Płock   | D   | Lublin  | 2:1       | Ceglarz 14' (k), Simon 82' | [ 54 ] |  |
| 17 stycznia 2025                    | MTK Budapest  | N   | Turcja  | 1:1       | Wełniak 67'                | [ 55 ] |  |
| 21 stycznia 2025                    | Jedinstvo Ub  | N   | Turcja  | 1:2       | Simon 41'                  | [ 56 ] |  |
| 24 stycznia 2025                    | Dinamo Batumi | N   | Turcja  | 2:1       | Ndiaye 21', Ceglarz 45'    | [ 57 ] |  |

### Runda wiosenna
W pierwszym meczu rundy wiosennej na Arenie Lublin Motor grał z Lechią Gdańsk. W spotkaniu nie mógł wystąpić pauzujący za kartki Sergi Samper, a w jego miejsce trener Mateusz Stolarski desygnował debiutującego w zespole Motoru Jakuba Łabojkę. Wynik meczu otworzył w 78. minucie Bartosz Wolski, mimo iż wcześniej obydwie drużyny miały kilka dogodnych sytuacji na zdobycie bramki, między innymi w 9. minucie gdy napastnik gości Tomáš Bobček uderzył w słupek, czy w 49. minucie gdy Mbaye Jacques Ndiaye z podania Piotra Ceglarza trafił w poprzeczkę z odległości około jednego metra. W 82. minucie prowadzący to spotkanie arbiter po analizie VAR uznał, że Mathieu Scalet zagrał piłkę ręką w polu karnym i podyktował jedenastkę dla Lechii, którą wykorzystał Camilo Mena, ustalając tym samym wynik spotkania.

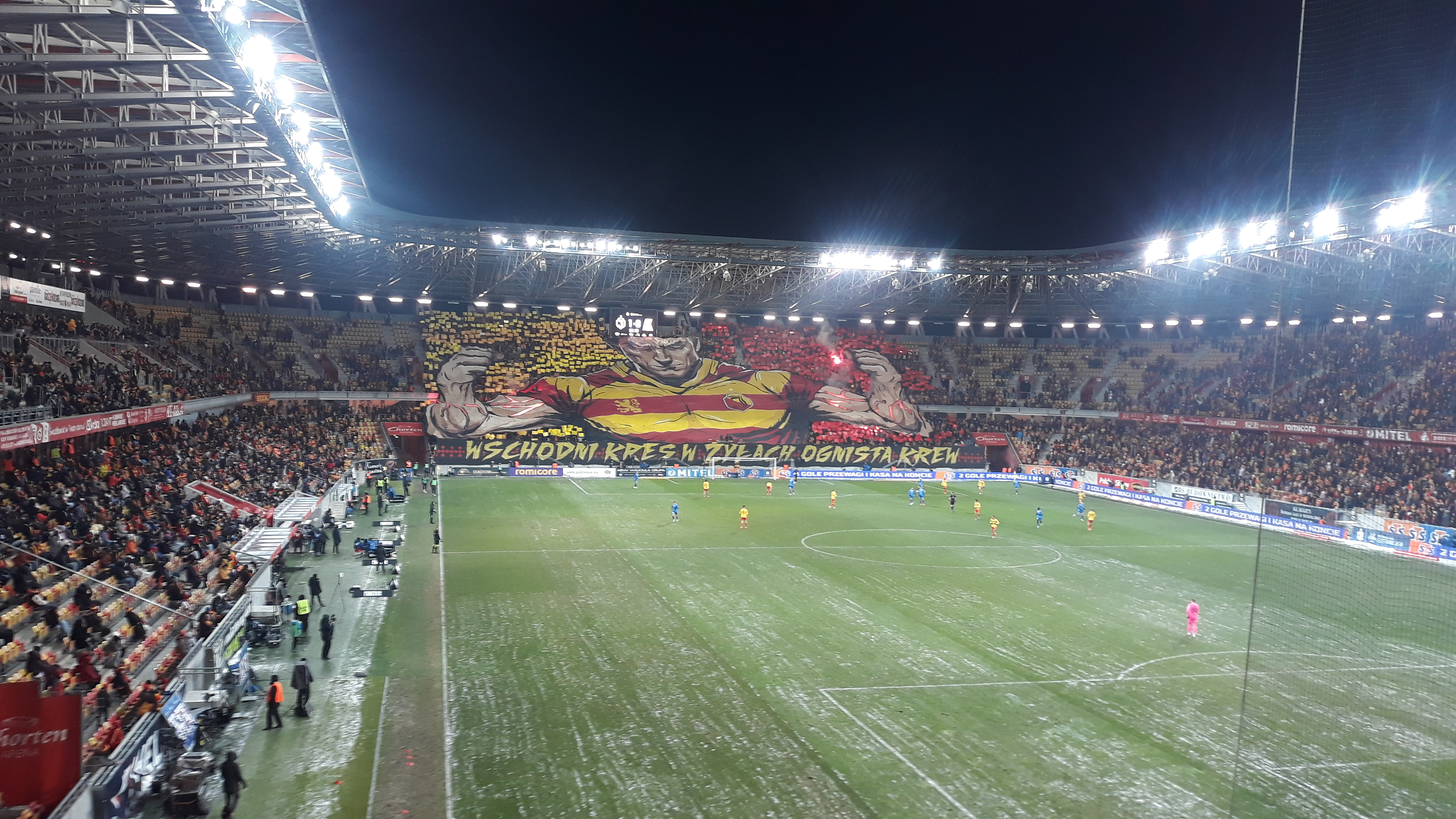
Jagiellonia – Motor

Na pierwszy wyjazd w 2025 roku Motor udał się na wyjazd do Kielc, gdzie uległ Koronie 0:1. W następnej kolejce lubelski zespół grał na stadionie mistrza Polski – Jagiellonii Białystok i odniósł drugą porażkę z rzędu. Od 40. minuty Motor grał w osłabieniu, po otrzymaniu przez Sergi Sampera czerwonej kartki. Przed rozpoczęciem meczu 23. kolejki pomiędzy Motorem a GKS-em Katowice miało miejsce pożegnanie kapitana lubelskiej drużyny – Rafała Króla, który rozegrał dla klubu 290 spotkań. Pierwszą bramkę zdobyli goście w 8. minucie, po strzale Sebastiana Bergiera, a wyrównał w 15. minucie Piotr Ceglarz. W 21. minucie Filip Wójcik, po pressingu w okolicy pola karnego gości, przejął piłkę i skierował ją do Samuela Mráza, którego strzał wybronił Dawid Kudła, jednak dobitkę na bramkę zamienił debiutujący w pierwszym składzie Motoru Bradly van Hoeven. W 51. minucie do wyrównania doprowadził Borja Galán, jednak sześć minut później Motor odzyskał prowadzenie po bramce Samuela Mráza z podania Filipa Wójcika. Ostatnie pół godziny to okres przewagi GKS-u, a najdogodniejszej szansy nie wykorzystał Bartosz Nowak, którego strzał wybronił Kacper Rosa.

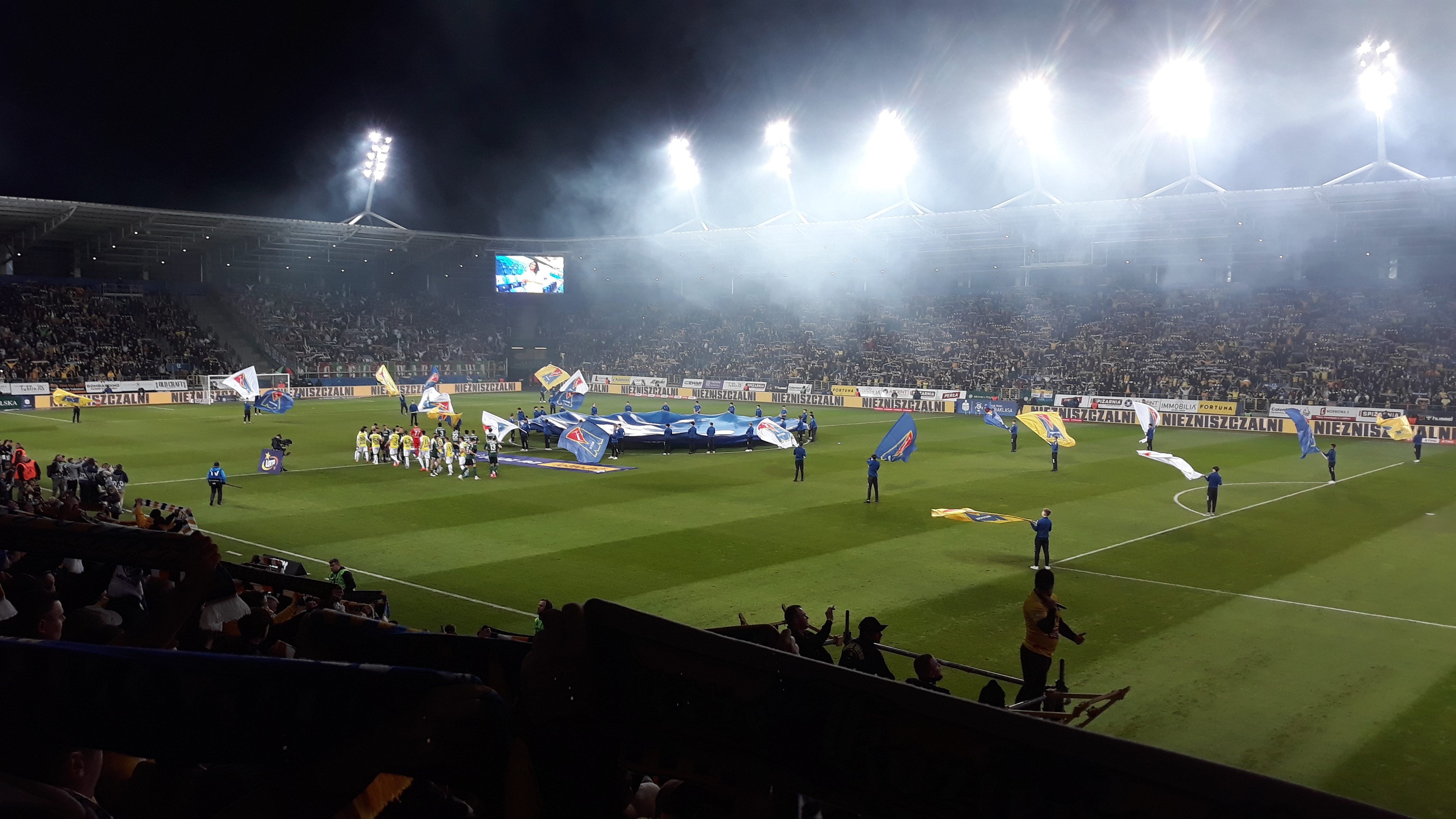
Przed rozpoczęciem meczu Motor – Legia

2 marca Motor rozegrał wyjazdowe spotkanie z Puszczą Niepołomice. Był to pierwszy w historii mecz na poziomie ekstraklasy na stadionie w Niepołomicach. Motor zwyciężył 1:0, a zwycięską bramkę zdobył w 29. minucie Arkadiusz Najemski. W 86. minucie po dośrodkowaniu Mateusza Stępnia piłka trafiła w rękę będącego w polu karnym Hervé Matthysa i prowadzący to spotkanie sędzia Marcin Kochanek wskazał na jedenasty metr, jednak po analizie VAR cofnął swoją decyzję. W następnej kolejce Motor podejmował na własnym obiekcie Legię Warszawa. Pierwszą bramkę zdobyli goście w 10. minucie, kiedy to Marc Gual przejął futbolówkę wyrzuconą przez Kacpra Rosę, który miał zamiar wykonać rzut wolny pośredni po odgwizdaniu pozycji spalonej. Arbiter jednak gwizdka nie użył, a bramka została uznana. Wyrównanie padło w 37. minucie po strzale głową Bradly van Hoevena. Ten sam zawodnik tuż przed przerwą mógł dać prowadzenie gospodarzom, jednak po jego uderzeniu piłka odbiła się od poprzeczki. Dziesięć minut po wznowieniu gry Legia zdobyła drugą bramkę po błędzie bramkarza Motoru. Jedna z pierwszych akcji lubelskiego zespołu w drugiej połowie przyniosła wyrównanie. W 65. minucie po dośrodkowaniu z rzutu wolnego Bartosza Wolskiego bramkę zdobył Samuel Mráz. Sześć minut później Legia ponownie wyszła na prowadzenie po golu Ryōyi Morishity. W doliczonym czasie gry bramkarz Legii Vladan Kovačević przy wypiąstkowaniu piłki uderzył w twarz Samuela Mraza i po analizie VAR, arbiter podyktował rzut karny dla Motoru. Strzał, do którego podszedł słowacki napastnik, wybronił przed siebie Kovačević, jednak dobitka była już skuteczna i ostatecznie padł wynik remisowy 3:3. Na meczu z Legią zanotowano rekordową frekwencję na Arenie Lublin. Spotkanie obejrzało 15 200 widzów. 21 marca do drużyny dołączył francuski napastnik Jean-Kévin Augustin.
W wyjazdowym meczu 25. kolejki Motor uległ Górnikowi Zabrze 0:4. W kolejnym domowym spotkaniu Motor pokonał broniącą się przed spadkiem Stal Mielec 4:1. Jedną z bramek dla lubelskiego zespołu zdobył debiutujący, osiemnastoletni obrońca Bright Ede. 5 kwietnia Motor grał wyjazdowy mecz z ostatnim w tabeli Śląskiem Wrocław, który w poprzednich trzech meczach zanotował dwa zwycięstwa (w tym wygraną z walczącym o mistrzostwo Lechem Poznań) i remis i do bezpiecznej strefy tracił tylko trzy punkty. Mecz zakończył się wynikiem remisowym 1:1, co praktycznie przesądziło o utrzymaniu Motoru w ekstraklasie. Tydzień później, w niedzielne popołudnie, Motor podejmował poznańskiego Lecha, a spotkanie sędziował japoński arbiter Yūsuke Araki. W bramce lubelskiej drużyny zadebiutował słoweński bramkarz Gašper Tratnik. Do przerwy prowadził Lech 2:0 po bramkach Patrika Wålemarka i Mikaela Ishaka. W 69. minucie Motor zdobył kontaktową bramkę po strzale z bliskiej odległości Michała Króla. W 83. minucie mogło paść wyrównanie, jednak piłka po strzale piętą Piotra Ceglarza odbiła się od słupka. Ostatecznie Lech wywiózł z Lublina trzy punkty.  

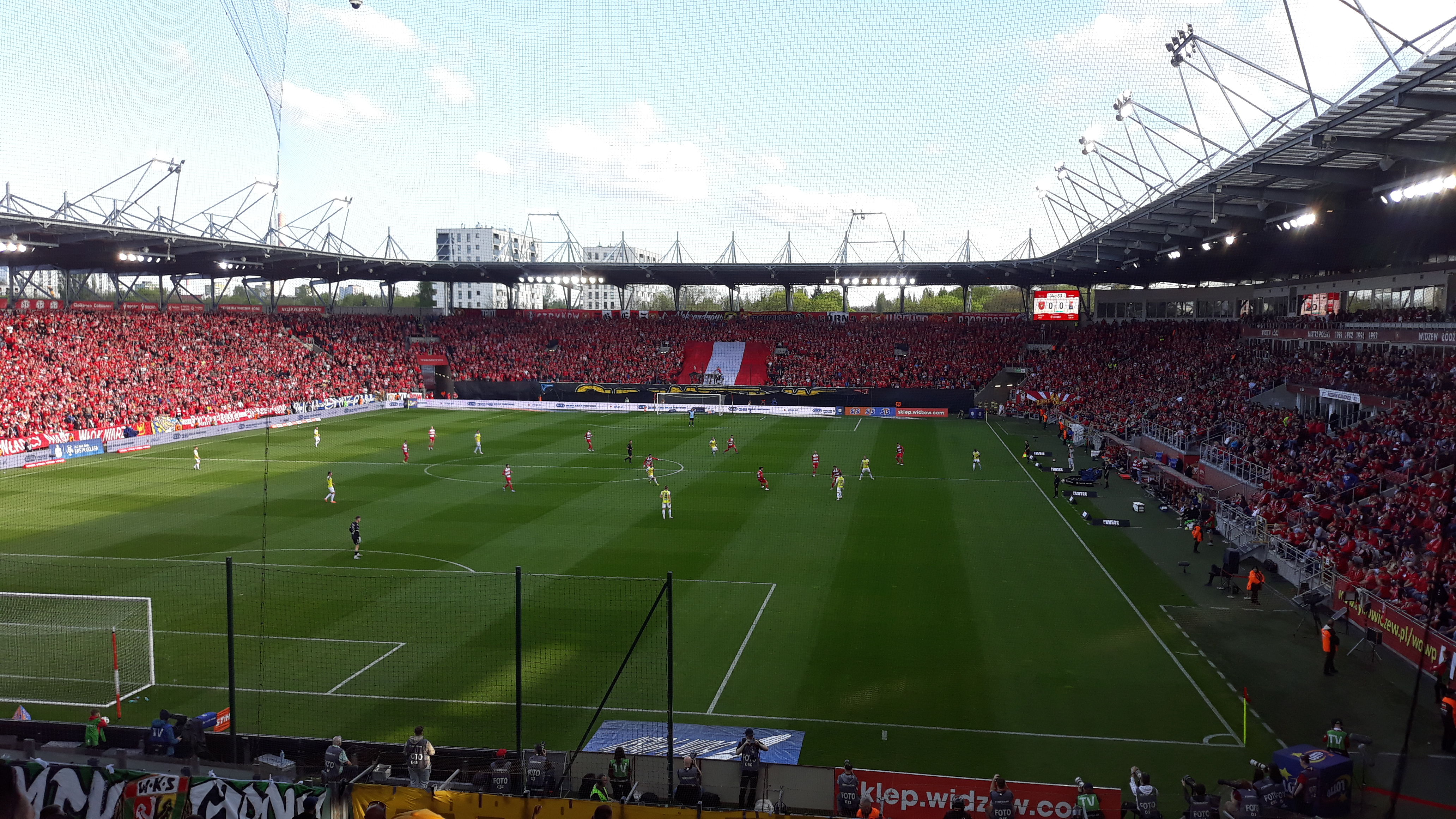
Widzew – Motor

W Wielką Sobotę Motor udał się na pojedynek do Łodzi, gdzie grał z tamtejszym Widzewem. Łódzki zespół, prowadzony przez zatrudnionego miesiąc wcześniej chorwackiego trenera Zeljko Sopicia, zajmował przed tym spotkaniem 12. miejsce, mając dziesięć punktów przewagi nad strefą spadkową, Motor był ósmy. W 22. minucie Widzew mógł objąć prowadzenie, jednak piłka po strzale młodzieżowca Kamila Cybulskiego odbiła się od słupka. W 42. minucie faulowany w polu karnym był Mbaye Jacques Ndiaye i sędzia Jarosław Przybył podyktował rzut karny, którego na bramkę zamienił Bartosz Wolski. Po przerwie Widzew ruszył do odrabiania strat i w 54. minucie bramkę zza pola karnego zdobył Cybulski, jednak w chwili zagrania znajdował się na pozycji spalonej. Wyrównanie padło w 70. minucie, gdy po dośrodkowaniu z rzutu wolnego Sebastiana Kerka, Arkadiusz Najemski skierował głową piłkę do własnej bramki. Dwie minuty później Motor ponownie wyszedł na prowadzenie po bramce Piotra Ceglarza z prostopadłego podania Mathieu Scaleta. Było to pierwsze w historii wyjazdowe zwycięstwo Motoru z Widzewem. Lubelski zespół, zdobywając 43. punkt, awansował na szóste miejsce w tabeli. W następnej kolejce Motor przegrał z Cracovią 0:1, grając od 49. minuty w osłabieniu, po drugiej żółtej kartce Sergi Sampera.
Po dwóch kolejnych porażkach (1:4 z Piastem Gliwice i 0:3 z Pogonią Szczecin), w przedostatniej kolejce Motor pokonał na Arenie Lublin Zagłębie Lubin. W ostatnim meczu sezonu lubelski zespół wygrał na wyjeździe z Radomiakiem Radom 3:2 i ostatecznie zajął 7. miejsce, najwyższe w historii klubu w ekstraklasie. Dodatkowo Samuel Mráz zdobywając 16 bramek w lidze, został najlepszym strzelcem Motoru w historii na najwyższym poziomie rozgrywkowym. Poprzedni rekord należał do Leszka Iwanickiego z sezonu 1984/1985 (14 goli).

## Mecze ligowe w sezonie 2024/2025
| Data                                     | Przeciwnik            | D/W | Miejsce             | Wynik M:P                    | Strzelcy                                          | Widzów                       | Źródło        | TV |
| ---------------------------------------- | --------------------- | --- | ------------------- | ---------------------------- | ------------------------------------------------- | ---------------------------- | ------------- | -- |
|                                          |                       |     |                     |                              |                                                   |                              |               |    |
| RUNDA JESIENNA                           |                       |     |                     |                              |                                                   |                              |               |    |
|                                          |                       |     |                     |                              |                                                   |                              |               |    |
| 21 lipca 2024                            | Raków Częstochowa     | D   | Arena Lublin        | 0:2                          |                                                   | 14 158                       | [ 82 ]        |    |
| 26 lipca 2024                            | Lechia Gdańsk         | W   | Stadion Lechii      | 2:0                          | Mráz 71', Ceglarz 74'                             | 14 223                       | [ 83 ]        |    |
| 4 sierpnia 2024                          | Korona Kielce         | D   | Arena Lublin        | 1:1                          | Ceglarz 83' (k)                                   | 14 562                       | [ 19 ]        |    |
| —                                        | Jagiellonia Białystok | D   | Arena Lublin        | Przełożony na wniosek gości. | Przełożony na wniosek gości.                      | Przełożony na wniosek gości. | [ b ] [ 84 ]  |    |
| 16 sierpnia 2024                         | GKS Katowice          | W   | Stadion GKS-u       | 0:0                          |                                                   | 6684                         | [ 85 ]        |    |
| 24 sierpnia 2024                         | Puszcza Niepołomice   | D   | Arena Lublin        | 0:0                          |                                                   | 10 993                       | [ 86 ]        |    |
| 1 września 2024                          | Legia Warszawa        | W   | Stadion Legii       | 2:5                          | Rudol 9', Ndiaye 90'                              | 27 142                       | [ 87 ] [ 88 ] |    |
| 13 września 2024                         | Górnik Zabrze         | D   | Arena Lublin        | 1:0                          | Simon 49'                                         | 12 497                       | [ 89 ]        |    |
| 22 września 2024                         | Stal Mielec           | W   | Stadion Stali       | 0:1                          |                                                   | 5210                         | [ 90 ] [ 91 ] |    |
| 25 września 2024                         | Jagiellonia Białystok | D   | Arena Lublin        | 0:2                          |                                                   | 10 812                       | [ 92 ]        |    |
| 28 września 2024                         | Śląsk Wrocław         | D   | Arena Lublin        | 2:1                          | Simon 83', Bartoš 90+8'                           | 14 436                       | [ 93 ]        |    |
| 5 października 2024                      | Lech Poznań           | W   | Stadion Lecha       | 2:1                          | Mráz 25', 54'                                     | 24 368                       | [ 94 ] [ 95 ] |    |
| 19 października 2024                     | Widzew Łódź           | D   | Arena Lublin        | 3:4                          | Ceglarz 1', Rudol 14', Wełniak 86'                | 13 357                       | [ 96 ]        |    |
| 26 października 2024                     | Cracovia              | W   | Stadion Cracovii    | 2:6                          | Stolarski 2', Scalet 8'                           | 10 007                       | [ 97 ] [ 98 ] |    |
| 2 listopada 2024                         | Pogoń Szczecin        | D   | Arena Lublin        | 4:2                          | M. Król 8', 38', Mráz 28', Ndiaye 75'             | 13 719                       | [ 99 ]        |    |
| 8 listopada 2024                         | Piast Gliwice         | W   | Stadion Piasta      | 3:2                          | Mráz 8', 38', 75'                                 | 4311                         | [ 100 ]       |    |
| 22 listopada 2024                        | Zagłębie Lubin        | W   | Stadion Zagłębia    | 2:1                          | Ceglarz 44' (k), Mráz 79'                         | 3364                         | [ 101 ]       |    |
| 2 grudnia 2024                           | Radomiak Radom        | D   | Arena Lublin        | 1:0                          | Stolarski 21'                                     | 13 784                       | [ 102 ]       |    |
|                                          |                       |     |                     |                              |                                                   |                              |               |    |
| MECZE RUNDY REWANŻOWEJ ROZEGRANE AWANSEM |                       |     |                     |                              |                                                   |                              |               |    |
|                                          |                       |     |                     |                              |                                                   |                              |               |    |
| 7 grudnia 2024                           | Raków Częstochowa     | W   | Stadion Rakowa      | 2:2                          | Bartoš 32', Mráz 73'                              | 5500                         | [ 103 ]       |    |
|                                          |                       |     |                     |                              |                                                   |                              |               |    |
| RUNDA WIOSENNA                           |                       |     |                     |                              |                                                   |                              |               |    |
|                                          |                       |     |                     |                              |                                                   |                              |               |    |
| 1 lutego 2025                            | Lechia Gdańsk         | D   | Arena Lublin        | 1:1                          | Wolski 78'                                        | 13 161                       | [ 104 ]       |    |
| 9 lutego 2025                            | Korona Kielce         | W   | Stadion Korony      | 0:1                          |                                                   | 9544                         | [ 105 ]       |    |
| 16 lutego 2025                           | Jagiellonia Białystok | W   | Stadion Jagiellonii | 0:3                          |                                                   | 12 439                       | [ 106 ]       |    |
| 24 lutego 2025                           | GKS Katowice          | D   | Arena Lublin        | 3:2                          | Ceglarz 15', Van Hoeven 21', Mráz 57'             | 11 856                       | [ 107 ]       |    |
| 2 marca 2025                             | Puszcza Niepołomice   | W   | Stadion Puszczy     | 1:0                          | Najemski 29'                                      | 2000                         | [ 108 ]       |    |
| 10 marca 2025                            | Legia Warszawa        | D   | Arena Lublin        | 3:3                          | Van Hoeven 37', Mráz 65', 90+9'                   | 15 200                       | [ 109 ]       |    |
| 15 marca 2025                            | Górnik Zabrze         | W   | Stadion Górnika     | 0:4                          |                                                   | 13 179                       | [ 110 ]       |    |
| 30 marca 2025                            | Stal Mielec           | D   | Arena Lublin        | 4:1                          | Mądrzyk 28' (sam), Ede 49', Łabojko 60', Mráz 82' | 14 195                       | [ 111 ]       |    |
| 5 kwietnia 2025                          | Śląsk Wrocław         | W   | Stadion Śląska      | 1:1                          | Ndiaye 76'                                        | 26 361                       | [ 112 ]       |    |
| 13 kwietnia 2025                         | Lech Poznań           | D   | Arena Lublin        | 1:2                          | M. Król 76'                                       | 15 200                       | [ 113 ]       |    |
| 19 kwietnia 2025                         | Widzew Łódź           | W   | Stadion Widzewa     | 2:1                          | Wolski 43' (k), Ceglarz 72'                       | 17 246                       | [ 114 ]       |    |
| 26 kwietnia 2025                         | Cracovia              | D   | Arena Lublin        | 0:1                          |                                                   | 14 777                       | [ 115 ]       |    |
| 9 maja 2025                              | Piast Gliwice         | D   | Arena Lublin        | 1:4                          | Augustin 3'                                       | 13 344                       | [ 116 ]       |    |
| 14 maja 2025                             | Pogoń Szczecin        | W   | Stadion Pogoni      | 0:3                          |                                                   | 13 662                       | [ 117 ]       |    |
| 18 maja 2025                             | Zagłębie Lubin        | D   | Arena Lublin        | 1:0                          | Mráz 1'                                           | 12 265                       | [ 118 ]       |    |
| 24 maja 2025                             | Radomiak Radom        | W   | Stadion Radomiaka   | 3:2                          | Ndiaye 14', Mráz 53', 57'                         | 8555                         | [ 119 ]       |    |

## Tabela
| Poz | Klub                  | M  | Pkt | Bz | Bs |
| --- | --------------------- | -- | --- | -- | -- |
| 1.  | Lech Poznań           | 34 | 70  | 68 | 31 |
| 2.  | Raków Częstochowa     | 34 | 69  | 51 | 23 |
| 3.  | Jagiellonia Białystok | 34 | 61  | 56 | 42 |
| 4.  | Pogoń Szczecin        | 34 | 58  | 59 | 40 |
| 5.  | Legia Warszawa        | 34 | 54  | 60 | 45 |
| 6.  | Cracovia              | 34 | 51  | 58 | 53 |
| 7.  | Motor Lublin          | 34 | 49  | 48 | 59 |
| 8.  | GKS Katowice          | 34 | 49  | 49 | 47 |
| 9.  | Górnik Zabrze         | 34 | 47  | 43 | 39 |
| 10. | Piast Gliwice         | 34 | 45  | 37 | 36 |
| 11. | Korona Kielce         | 34 | 45  | 37 | 45 |
| 12. | Radomiak Radom        | 34 | 41  | 48 | 52 |
| 13. | Widzew Łódź           | 34 | 40  | 38 | 49 |
| 14. | Lechia Gdańsk         | 34 | 37  | 44 | 59 |
| 15. | Zagłębie Lubin        | 34 | 36  | 33 | 51 |
| 16. | Stal Mielec           | 34 | 31  | 39 | 56 |
| 17. | Śląsk Wrocław         | 34 | 30  | 38 | 53 |
| 18. | Puszcza Niepołomice   | 34 | 28  | 37 | 63 |

## Puchar Polski na szczeblu centralnym
| Data                | Runda | Przeciwnik        | D/W | Miejsce      | Wynik M/P  | Strzelcy      | Widzów | Źródło          |
| ------------------- | ----- | ----------------- | --- | ------------ | ---------- | ------------- | ------ | --------------- |
| 2 października 2024 | I     | Unia Skierniewice | W   | Skierniewice | 1:1 k. 4:5 | Luberecki 54' | 2232   | [ 120 ] [ 121 ] |

## Kadra
| Numer      | Zawodnik               | Data ur.   | Występy        | Bramki         |                |                | Występy                           | Bramki                            |                                   |                                   | Występy   | Bramki    | Poprzedni klub             |
| Numer      | Zawodnik               | Data ur.   | RUNDA JESIENNA | RUNDA JESIENNA | RUNDA JESIENNA | RUNDA JESIENNA | RUNDA WIOSENNA                    | RUNDA WIOSENNA                    | RUNDA WIOSENNA                    | RUNDA WIOSENNA                    | SEZON     | SEZON     | Poprzedni klub             |
| Bramkarze  | Bramkarze              | Bramkarze  | Bramkarze      | Bramkarze      | Bramkarze      | Bramkarze      | Bramkarze                         | Bramkarze                         | Bramkarze                         | Bramkarze                         | Bramkarze | Bramkarze | Bramkarze                  |
| ---------- | ---------------------- | ---------- | -------------- | -------------- | -------------- | -------------- | --------------------------------- | --------------------------------- | --------------------------------- | --------------------------------- | --------- | --------- | -------------------------- |
| 1          | Kacper Rosa            | 13.08.1994 | 8              |                |                |                | 9                                 |                                   | 1                                 |                                   | 17        |           | Stilon Gorzów Wielkopolski |
| 33         | Gašper Tratnik         | 4.01.2000  | —              | —              | —              | —              | 7                                 |                                   | 1                                 |                                   | 7         |           | ND Primorje                |
| 40         | Ivan Brkić             | 29.06.1995 | 10             |                |                |                |                                   |                                   |                                   |                                   | 10        |           | Neftçi PFK                 |
| 45         | Oskar Jeż              | 7.01.2007  |                |                |                |                |                                   |                                   |                                   |                                   | 0         |           | KS Wiązownica              |
| 51         | Igor Bartnik           | 30.06.2006 |                |                |                |                |                                   |                                   |                                   |                                   | 0         |           | Orlęta Radzyń Podlaski     |
| Obrońcy    |                        |            |                |                |                |                |                                   |                                   |                                   |                                   |           |           |                            |
| 3          | Hervé Matthys          | 19.01.1996 | —              | —              | —              | —              | 9 (1)                             |                                   | 2                                 |                                   | 9 (1)     |           | K Beerschot VA             |
| 3          | Patryk Romanowski      | 22.02.2004 | 0 (1)          |                |                |                | Na wypożyczeniu w Zniczu Pruszków | Na wypożyczeniu w Zniczu Pruszków | Na wypożyczeniu w Zniczu Pruszków | Na wypożyczeniu w Zniczu Pruszków | 0 (1)     |           | Polonia Bytom              |
| 15         | Miłosz Lewandowski     | 24.07.2004 |                |                |                |                |                                   |                                   |                                   |                                   | 0         |           | Miedź Legnica              |
| 17         | Filip Wójcik           | 11.04.1997 | 6 (12)         |                | 1              |                | 11 (5)                            |                                   | 2                                 |                                   | 17 (17)   |           | Stal Stalowa Wola          |
| 18         | Arkadiusz Najemski     | 12.01.1996 | 12 (3)         |                | 2              |                | 11 (1)                            | 1                                 | 6                                 |                                   | 23 (4)    | 1         | GKS Bełchatów              |
| 21         | Sebastian Rudol        | 21.02.1995 | 12 (2)         | 2              | 5              |                | —                                 | —                                 | —                                 | —                                 | 12 (2)    | 2         | Sandecja Nowy Sącz         |
| 24         | Filip Luberecki        | 25.04.2005 | 12 (4)         |                | 1              |                | 10 (2)                            |                                   | 2                                 |                                   | 22 (6)    |           | Escola Varsovia            |
| 28         | Paweł Stolarski        | 28.01.1996 | 12 (4)         | 2              | 3              |                | 5 (6)                             |                                   | 1                                 |                                   | 17 (10)   | 2         | Pogoń Szczecin             |
| 39         | Marek Bartoš           | 13.10.1996 | 11 (5)         | 2              | 2              |                | 7 (1)                             |                                   | 2                                 |                                   | 18 (6)    | 2         | FK Železiarne Podbrezová   |
| 42         | Bright Ede             | 18.03.2007 | —              | —              | —              | —              | 4 (2)                             | 1                                 | 1                                 |                                   | 4 (2)     | 1         | Zagłębie Lubin             |
| 47         | Krystian Palacz        | 19.03.2003 | 6 (2)          |                | 2              |                | 6 (2)                             |                                   |                                   |                                   | 12 (4)    |           | Sandecja Nowy Sącz         |
| 74         | Kamil Kruk             | 13.03.2000 | 1              |                |                |                | 0 (1)                             |                                   | 1                                 |                                   | 1 (1)     |           | Zagłębie Lubin             |
| Pomocnicy  |                        |            |                |                |                |                |                                   |                                   |                                   |                                   |           |           |                            |
| 6          | Sergi Samper           | 20.01.1995 | 12 (1)         |                | 3              |                | 4 (8)                             |                                   | 3                                 | 2                                 | 16 (9)    |           | FC Andorra                 |
| 7          | Antonio Sefer          | 22.04.2000 | —              | —              | —              | —              | 1 (5)                             |                                   |                                   |                                   | 1 (5)     |           | Hapoel Beer Szewa          |
| 8          | Krzysztof Kubica       | 25.05.2000 | 3 (2)          |                | 2              |                | —                                 | —                                 | —                                 | —                                 | 3 (2)     |           | Benevento Calcio           |
| 10         | Rafał Król             | 16.01.1989 | 0 (3)          |                |                |                | —                                 | —                                 | —                                 | —                                 | 0 (3)     |           | Stal Kraśnik               |
| 16         | Franciszek Lewandowski | 23.05.2008 | —              | —              | —              | —              |                                   |                                   |                                   |                                   | 0         |           | Champion Warszawa          |
| 19         | Bradly van Hoeven      | 17.04.2000 | 0 (4)          |                |                |                | 7 (2)                             | 2                                 | 2                                 |                                   | 7 (6)     | 2         | FC Emmen                   |
| 21         | Jakub Łabojko          | 3.10.1997  | —              | —              | —              | —              | 12 (3)                            | 1                                 | 2                                 |                                   | 12 (3)    | 1         | Ternana Calcio             |
| 22         | Christopher Simon      | 6.12.1999  | 6 (7)          | 2              | 2              |                | 4 (5)                             |                                   |                                   |                                   | 10 (12)   | 2         | Génération Foot            |
| 26         | Michał Król            | 14.03.2000 | 13 (4)         | 2              | 2              |                | 7 (8)                             | 1                                 | 1                                 |                                   | 20 (12)   | 3         | Górnik Łęczna              |
| 30         | Mbaye Jacques Ndiaye   | 10.10.2003 | 9 (9)          | 2              | 3              |                | 7 (5)                             | 2                                 | 1                                 |                                   | 16 (14)   | 4         | Teungueth FC               |
| 37         | Mathieu Scalet         | 1.04.1997  | 5 (6)          | 1              |                |                | 5 (10)                            |                                   | 4                                 |                                   | 10 (16)   | 1         | Podbeskidzie Bielsko-Biała |
| 55         | Marcel Gąsior          | 20.11.1993 | 2 (2)          |                |                |                |                                   |                                   |                                   |                                   | 2 (2)     |           | Korona Kielce              |
| 68         | Bartosz Wolski         | 12.05.1997 | 18             |                |                |                | 16                                | 2                                 | 1                                 |                                   | 34        | 2         | Stal Rzeszów               |
| 77         | Piotr Ceglarz          | 29.06.1992 | 14 (1)         | 4              | 1              |                | 11 (4)                            | 2                                 |                                   |                                   | 25 (5)    | 6         | Stal Rzeszów               |
| Napastnicy |                        |            |                |                |                |                |                                   |                                   |                                   |                                   |           |           |                            |
| 9          | Kacper Wełniak         | 21.05.2000 | 0 (9)          | 1              |                |                | 0 (2)                             |                                   |                                   |                                   | 0 (11)    | 1         | Podbeskidzie Bielsko-Biała |
| 11         | Kaan Caliskaner        | 3.11.1999  | 8 (8)          |                | 1              |                | 6 (3)                             |                                   |                                   |                                   | 13 (11)   |           | Jagiellonia Białystok      |
| 90         | Samuel Mráz            | 13.05.1997 | 18             | 9              | 2              |                | 14 (2)                            | 7                                 | 1                                 |                                   | 32 (2)    | 16        | Wolos NPS                  |
| 97         | Jean-Kévin Augustin    | 16.06.1997 | —              | —              | —              | —              | 2 (2)                             | 1                                 |                                   |                                   | 2 (2)     | 1         | FC Basel                   |

### Piłkarze na wypożyczeniu
| Zawodnik            | Data ur.   |                                           |
| ------------------- | ---------- | ----------------------------------------- |
| Sebastian Koziej    | 13.01.2007 | W Wiśle Puławy do 30 czerwca 2025         |
| Mikołaj Kosior      | 26.11.2003 | W Świdniczance Świdnik do 30 czerwca 2025 |
| Konrad Magnuszewski | 3.01.2005  | W Skrze Częstochowa do 30 czerwca 2025    |

## Sztab trenerski
| Imię i nazwisko     | Funkcja                           | Źródło  |
| ------------------- | --------------------------------- | ------- |
| Mateusz Stolarski   | I trener                          | [ 122 ] |
| Gert Remmel         | I asystent trenera                | [ 122 ] |
| Przemysław Jasiński | Asystent trenera                  | [ 122 ] |
| Rasmus Jansson      | Asystent trenera                  | [ 122 ] |
| Robert Kazubski     | Analityk                          | [ 122 ] |
| Marcin Zapał        | Trener bramkarzy                  | [ 122 ] |
| Dariusz Baryła      | Kierownik drużyny                 | [ 122 ] |
| Damian Ścibior      | Trener przygotowania motorycznego | [ 122 ] |
| Michał Zajko        | Trener przygotowania motorycznego | [ 122 ] |
| Viktor Adamchuk     | Fizjoterapeuta                    | [ 122 ] |
| Emilian Sapuła      | Fizjoterapeuta                    | [ 122 ] |
| Kamil Warecki       | Fizjoterapeuta                    | [ 122 ] |

## Pracownicy
| Imię i nazwisko      | Funkcja                                   | Źródło  |
| -------------------- | ----------------------------------------- | ------- |
| Michał Wlaźlik       | Dyrektor sportowy                         | [ 123 ] |
| Grzegorz Koprukowiak | Wicedyrektor sportowy / Dyrektor Akademii | [ 123 ] |
| Aleksandra Wiater    | Dyrektor administracji                    | [ 123 ] |